# マージ・トレッロ
マージ・トレッロ（伊: Masi Torello）は、イタリア共和国エミリア＝ロマーニャ州フェラーラ県にある、人口約2,300人の基礎自治体（コムーネ）。

## 地理

### 位置・広がり

#### 隣接コムーネ
隣接するコムーネは以下の通り。
- フェッラーラ
- オステッラート
- ポルトマッジョーレ
- ヴォギエーラ

### 気候分類・地震分類
マージ・トレッロにおけるイタリアの気候分類 (it) および度日は、zona E, 2272 GGである。
また、イタリアの地震リスク階級 (it) では、zona 3 (sismicità bassa) に分類される。